# 阿沛家族
阿沛家族（藏語：ང་ཕོད་，威利转写：nga phod，THL：Ngapö）为西藏贵族之一，是工布地区的首要家族。
该家族据传是吐蕃王室的后裔，18世纪家族中出了一位重要人物——阿尔布巴。他于1721年出任噶伦并被封为贝子，是最早的五位噶伦之一。1727年他密谋杀害了首席噶伦康济鼐，于1728年被清廷凌迟处死，家族则被满门抄斩，史称阿尔布巴之乱。
此后阿沛名号的继承人是噶伦颇罗鼐之弟多吉扎都（རྡོ་རྗེ་དགྲ་འདུལ་，rdo rje dgra 'dul）。还有说法是山南的另一吐蕃王室后裔拉加里家族中的一个男孩继承了阿沛名号。
近代阿沛家族的知名人物则包括阿沛·阿旺晋美、十世德木活佛等。

## 人物
家族早期的传承已不可考，以下列出后期的主要人物：
- （佚名）
  - 长子：（佚名）
    - 子：薩旺欽波（劉曼卿譯薩汪晴布[1]）出生于聂陇家族，后入赘阿沛家族。1921年出任噶伦。1929年兼任朵基，1932年在昌都以身殉职。[2]
      - 子：（佚名），被称为杰旺朱古，曾任十三世达赖的侍读经师。
      - 遗孀：才旦卓嘎（ཚེ་བརྟན་སྒྲོལ་དཀར་，tshe brtan sgrol dkar，1918年－），宇妥家族女儿，被噶伦阿沛娶为第二任妻子。
        - 丈夫：阿旺晋美（ངག་དབང་འཇིགས་མེད་，ngag dbang 'jigs med，1910年－2009年），出生于霍康家族，在噶伦阿沛去世后娶次旦卓嘎为妻并进入阿沛家族，改名阿沛。他也曾任噶伦。中华人民共和国成立后担任过全国人大常委会副委员长、西藏自治区人民政府主席等职。
          - 子/女：阿旺晋美共有12个子女，具体可参见阿沛·阿旺晋美家庭。

  - 次子：达瓦次仁，其与兄长不和而分家，因为住在家族的夏宫鲁定处，而又被称为“阿沛鲁定”。
    - 子：鲁定顿珠旺杰，娶朗顿家族之女伦珠群宗。
      - 子：丹增嘉措（བསྟན་འཛིན་རྒྱ་མཚོ་，bstan 'dzin rgya mtsho，1901年－1973年），第十世德木活佛，首位藏族摄影家。
        - 长子：阿旺杰丹格列朗杰（1939年－），即格列仁波切（Gelek Rimpoche），1959年逃往印度，后定居美国，长年在西方世界传播佛法。
        - 次子：旺久多吉（དབང་ཕྱུག་རྡོ་རྗེ་，dbang phyug rdo rje，1949年－）：摄影家，西藏摄影家协会副会长。
        - 三子：斯达次仁（1951年－）